# Johan Dahlin
Johan Helge Dahlin (Trollhättan, 8 september 1986) is een Zweeds voetballer die speelt als doelman. In juli 2017 verruilde hij FC Midtjylland voor Malmö FF. Dahlin maakte in 2009 zijn debuut in het Zweeds voetbalelftal.

## Clubcarrière
Dahlin begon zijn carrière na zijn opleiding bij FC Trollhättan bij Åsebro IF. Na één seizoen mocht hij al meetrainen met het Noorse FC Lyn Oslo, waar de doelman ook een contract kreeg. Dahlin was reserve achter Ali Al-Habsi, maar na diens vertrek kreeg hij alsnog de kans. Ook na de aankoop van Eddie Gustafsson leek Dahlin eerste keus te blijven, maar na verloop van tijd verloor hij zijn basisplaats en na een verhuurperiode bij Trelleborgs FF verkaste hij in 2009 naar Malmö FF in zijn vaderland. Bij Malmö werd hij direct eerste keuze en hij speelde veel wedstrijden. Door blessureleed miste hij in het seizoen 2011 veel wedstrijden. In 2012 verlengde hij zijn verbintenis met de club tot eind 2014. Na het aflopen van zijn contract, vertrok hij transfervrij naar het Turkse Gençlerbirliği, waar hij voor drieënhalf jaar tekende. Na iets meer dan een jaar verkaste hij alweer, naar FC Midtjylland. In de zomer van 2017 keerde hij terug naar Malmö. Dahlin verlengde in januari 2019 zijn contract tot en met 2023. In september 2023 werd zijn verbintenis met nog een jaar verlengd.

## Interlandcarrière
Dahlin speelde tussen 2006 en 2009 vierentwintig wedstrijden voor Zweden -21. Hij debuteerde in het Zweeds voetbalelftal op 24 januari 2009. Op die dag werd een vriendschappelijke wedstrijd tegen de Verenigde Staten met 3–2 verloren. De doelman mocht van bondscoach Lars Lagerbäck het gehele duel meespelen. De andere debutanten dit duel waren Adam Johansson, Gustav Svensson (beiden IFK Göteborg), Rasmus Elm (Kalmar FF) en Mikael Dahlberg (Djurgårdens IF).
| Interlands van Johan Dahlin voor Zweden | Interlands van Johan Dahlin voor Zweden | Interlands van Johan Dahlin voor Zweden | Interlands van Johan Dahlin voor Zweden | Interlands van Johan Dahlin voor Zweden | Interlands van Johan Dahlin voor Zweden | Interlands van Johan Dahlin voor Zweden |
| №                                       | Datum                                   | Wedstrijd                               | Uitslag                                 | Competitie                              | Goals                                   |                                         |
| Als speler bij Malmö FF                 | Als speler bij Malmö FF                 | Als speler bij Malmö FF                 | Als speler bij Malmö FF                 | Als speler bij Malmö FF                 | Als speler bij Malmö FF                 | Als speler bij Malmö FF                 |
| --------------------------------------- | --------------------------------------- | --------------------------------------- | --------------------------------------- | --------------------------------------- | --------------------------------------- | --------------------------------------- |
| 1                                       | 24 januari 2009                         | Verenigde Staten – Zweden               | 3 – 2                                   | Vriendschappelijk                       |                                         |                                         |
| 2                                       | 23 januari 2010                         | Syrië – Zweden                          | 1 – 1                                   | Vriendschappelijk                       |                                         |                                         |
| 3                                       | 23 januari 2012                         | Qatar – Zweden                          | 0 – 5                                   | Vriendschappelijk                       |                                         |                                         |
| Als speler bij Gençlerbirliği           |                                         |                                         |                                         |                                         |                                         |                                         |
| 4                                       | 5 maart 2014                            | Turkije – Zweden                        | 2 – 1                                   | Vriendschappelijk                       |                                         |                                         |

Bijgewerkt op 13 augustus 2024.

## Erelijst
| Competitie     |             |                                    |             |             |
| Competitie     | Aantal      | Jaren                              |             |             |
| IF Elfsborg    | IF Elfsborg | IF Elfsborg                        | IF Elfsborg | IF Elfsborg |
| -------------- | ----------- | ---------------------------------- | ----------- | ----------- |
| Allsvenskan    | 1           | 2006                               |             |             |
| Svenska Cupen  | 1           | 2003                               |             |             |
| Supercupen     | 1           | 2007                               |             |             |
| Malmö FF       |             |                                    |             |             |
| Allsvenskan    | 6           | 2010, 2013, 2017, 2020, 2021, 2023 |             |             |
| Svenska Cupen  | 2           | 2021/22, 2023/24                   |             |             |
| Supercupen     | 1           | 2013                               |             |             |
| FC Midtjylland |             |                                    |             |             |
| Superligaen    | 1           | 2014/15                            |             |             |